# Georg Charlotte von Hinüber
Georg Charlotte von Hinüber (auch: George Charlotte Hinüber und George Charles von Hinüber; geboren 19. April 1764 in London; gestorben 10. April 1828 in Hannover) war ein deutscher Generalpostdirektor, Kabinetts- und Geheimrat, Major, Diplomat, Kanzlei-Auditor und Kunsthistoriker.

## Leben
Die Familie von Hinüber gehörte im 18. und 19. Jahrhundert zu den sogenannten Hübschen Familien. Georg Charlotte von Hinüber entstammte der Wildeshäuser Linie derer von Hinüber. Er war der Sohn von Carl Heinrich von Hinüber (1723–1792), der ab 1760 als wirklicher Geheimer Sekretär bei der Deutschen Kanzlei in London tätig war, später als Geheimer Justizrat. Seine ungewöhnlichen Vornamen erhielt Georg Charlotte über seine beiden Taufpaten, König Georg III. von Großbritannien und Irland, Kurfürst von Braunschweig-Lüneburg, und dessen Ehefrau, Königin Charlotte.

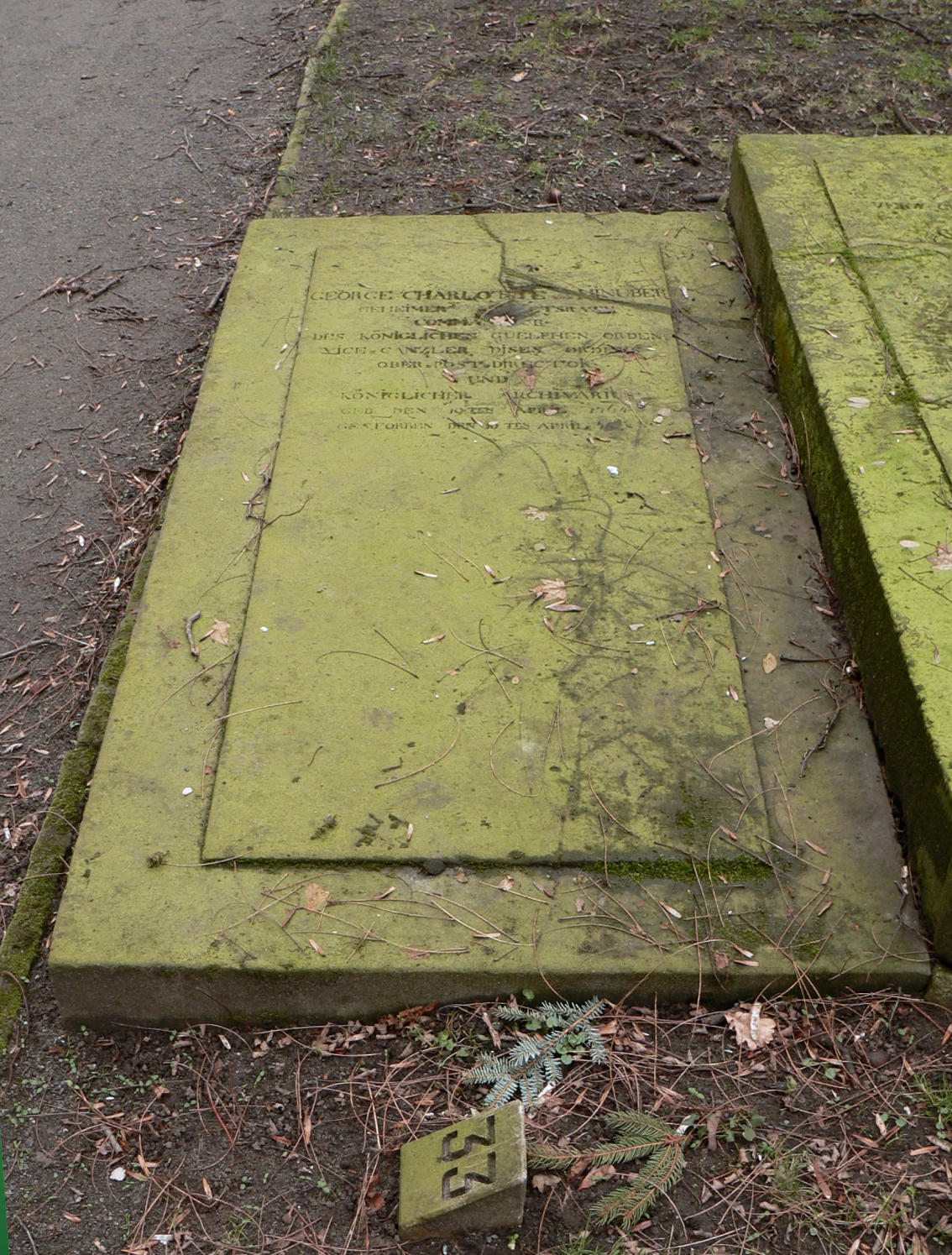
Grabmal auf dem Gartenfriedhof

Am 26. Oktober 1781 immatrikulierte sich von Hinüber für das Jurastudium an der Georg-August-Universität in Göttingen und wurde im Sommersemester 1782 Hörer bei Georg Christoph Lichtenberg. In dieser Zeit wohnt er in der Jüdenstraße bei dem Obercommissarius Friedrichs, ab dem Sommersemester 1784 bei Madame Friedrichs.
1785 erhielt von Hinüber die Stellung des Auditors in der Justizkanzlei in Hannover, wechselte jedoch schon im Jahr darauf 1785 nach Mainz, als Legationssekretär an der hannoverschen Gesandtschaft gegenüber dem kurmainzischen und kurtrierschen Höfen. 1790 stieg er dort zum Legationsrat auf, und wurde später Gesandter und bevollmächtigter Minister am niederländischen Hof in Den Haag sowie Diplomat am kaiserlichen Hof in Wien.
Zurück in Hannover, wurde von Hinüber zunächst Direktor des dortigen Archivs und erhielt in kurzer Folge Titel und Stellungen als Geheimer Kabinettrat, Oberpostdirektor und Leiter des General-Postdirektoriums in Hannover.
Von Hinüber stand in einem umfangreichen, überlieferten Briefwechsel.
Georg Charlotte von Hinüber war nicht verheiratet. Er wurde auf dem Gartenfriedhof bestattet, wo sich noch heute sein denkmalgeschütztes Grabmal findet.